# Billy Childish
Steven John Hamper (1 de diciembre de 1959, Kent, Inglaterra) más conocido por su nombre artístico Billy Childish, es un músico, autor, poeta, pintor, fotógrafo y productor musical.

## Historia
Pintor, poeta, cantante y guitarrista proveniente de Chatham, condado de Kent, Inglaterra, Reino Unido. 
Se trata de un artista muy prolífico, con más de cien discos y de seiscientas canciones a su nombre. También ha publicado más de 40 libros de poemas, escrito tres novelas y pintado más de 250 cuadros.
Billy Childish empezó como poeta del punk en el Medway Art College en 1978; inmediatamente creó The Pop Rivets, en ocasiones escrito Pop Rivits (junto a Bruce Brand, Russell Wilkins and Russell Lax). Después lideró The Milkshakes, Thee Mighty Caesars, The Del Monas y Thee Headcoats. En el año 2001 formó The Buff Medways, nombre que proviene de Friends of the Buff Medway Fancier's Association, una asociación de protección de un tipo de especie de pollo criada en los alrededores del lugar de origen de Billy. Tras la desaparición de The Buff Medways, en septiembre de 2006 creó con los mismos componentes The Musicians of the British Empire.
Es un constante defensor de la inmediatez, el amateurismo y la expresión emocional básica. Fundador del movimiento artístico del Stuckism junto a Charles Thomson, en parte como una reacción a lo que percibían como un excesivo énfasis en la sofisticación y teoría en el arte británico contemporáneo. Ha dejado el movimiento desde entonces. Cabe reseñar que Billy Childish fue compañero sentimental y artístico durante varios años de la destacada artista inglesa Tracey Emin, una de las figuras más importantes del antes nombrado arte británico contemporáneo.

## Discografía

### Discos en solitario
- 1987: I've Got Everything Indeed
- 1988: The 1982 Cassettes
- 1988: "i remember..."
- 1991: 50 Albums Great
- 1993: Torments Nest
- 1996: Made With a Passion – Kitchen Demo's

#### Recopilatorios
- 1991: I Am the Billy Childish
- 1992: Der Henkermann – Kitchen Recordings
- 1993: Native American Sampler – A History 1983–1993
- 1999: Crimes Against Music-Blues Recordings 1986–1999
- 2002: 25 Years of Being Childish
- 2006: My First Billy Childish Album
- 2009: Archive From 1959 – The Billy Childish Story
- 2019: Punk Rock Ist Nicht Tot – 1977–2018

#### Discos de poemas
- 1988: Poems of Laughter and Violence
- 1992: The Sudden Fart of Laughter
- 1993: Trembling of Life
- 1993: Hunger at the Moon
- 2007: Poems of a Backwater Visionary

### Colaboraciones
- 1987: Laughing Gravy, Wild Billy Childish & Big Russ Wilkins
- 1989: Long Legged Baby, Wild Billy Childish & the Natural Born Lovers
- 1993: At the Bridge, Billy Childish with The Singing Loins
- 1998: Devil in the Flesh, Billy Childish/Dan Melchior
- 1999: In Blood, Billy Childish & Holly Golightly

### conSexton Ming
- 1987: Which Dead Donkey Daddy?
- 1987: Plump Prizes & Little Gems
- 1988: YPRES 1917 Overture (Verdun Ossuary)
- 1999: The Cheeky Cheese
- 2002: Here Come the Fleece Geese
- 2002: Muscle Horse Was in the War
- 2012: Dung Beetle Rolls Again

### conThe Pop Rivets
- 1979: Greatest Hits
- 1979: Empty Sounds from Anarchy Ranch
- 1985: Fun in the U.K (recopilatorio)
- 1990: Live in Germany '79 (directo)
- 1997: Chathams Burning – Live 77 & 78 Demo's (recopilatorio)

### conThee Milkshakes
- 1981: Talking 'Bout... Milkshakes
- 1982: Fourteen Rhythm and Beat Greats
- 1983: After School Sessions
- 1983: The Milkshakes IV – The Men with Golden Guitars
- 1984: Thee Milkshakes vs. The Prisoners
- 1984: 20 Rock & Roll Hits of the 50s & 60s
- 1984: Nothing Can Stop These Men
- 1984: They Came They Saw They Conquered
- 1984: Thee Knights of Trashe
- 1987: Thee Milkshakes Revenge – The Legendary Missing 9th Album
- 1992: Still Talking 'Bout... Milkshakes!

#### Recopilatorios
- 1984: Showcase
- 1990: 19th Nervous Shakedown

### conThee Mighty Caesars
- 1985: Thee Mighty Caesars
- 1985: Beware the Ides of the March
- 1986: Thee Caesars of Trash
- 1987: Acropolis Now
- 1987: Wiseblood
- 1987: Live in Rome [studio recordings with overdubbed 'live' effects]
- 1987: Don’t Give Any Dinner to Henry Chinaski (demos)
- 1989: John Lennon’s Corpse Revisited
- 1992: Caesars Remains (demos etc)

#### Recopilatorios
- 1987: Punk Rock Showcase
- 1989: Thusly, thee Mighty Caesars (English Punk Rock Explosion) (LP Comp U.S.)
- 1989: Surely They Were the Sons of God (C.D. Comp U.S.)
- 1994: Caesars Pleasure (CD Comp)

### conThe Delmonas
- 1985: Dangerous Charms
- 1986: The Delmonas 5
- 1988: Do the Uncle Willy
- 1989: The Delmonas

### como Wild Billy Childish &the Blackhands
- 1988: Play: Capt'n Calypso's Hoodoo Party
- 1992: The Original Chatham Jack
- 1993: Live in the Netherlands

### como Jack Ketch & the Crowmen
- 1988: Brimful of Hate (como Jack Ketch & the Crowmen)

### comoThee Headcoats
- 1989: Headcoats Down!
- 1990: The Earls of Suavedom
- 1990: Beach Bums Must Die
- 1990: The Kids Are Square – This is Hip!
- 1990: Heavens to Murgatroyd, Even! It’s ! (Already)
- 1991: W.O.A.H! Bo in Thee Garage
- 1991: Headcoatitude
- 1993: The Wurst is Yet to Come
- 1993: The Good Times Are Killing Me
- 1993: Cavern by the Sea
- 1994: Connundrum
- 1995: The Sound of the Baskervilles (Thee Headcoats featuring Thee Headcoatees)
- 1996: In Tweed We Trust
- 1996: Knights of the Baskervilles
- 1997: The Jimmy Reid Experience
- 1998: The Messerschmits Pilots Severed Hand
- 1998: Sherlock Holmes Meets the Punkenstien Monster (Japanese Compilation)
- 1998: Brother is Dead…but fly is gone!
- 1998: 17% Hendrix Was Not the Only Musician (Billy Childish & His Famous Headcoats)
- 1999: English Gentlemen of Rock‘N’Roll/the Best Vol.2 (Japanese Compilation)
- 2000: I Am the Object of Your Desire
- 2000: Elementary Headcoats – Thee Singles 1990–1999 (recopilatorio)
- 2023: Irregularis (The Great Hiatus)

### como Thee Headcoats Sect (con The Downliners Sect)
- 1996: Deerstalking Men
- 2000: Ready Sect Go!

### comoThe Buff Medways
- 2001: This is This
- 2002: Steady the Buffs
- 2003: The XFM Sessions
- 2003: 1914
- 2005: Medway Wheelers

### comoThe Chatham Singers
- 2005: Heavens Journey
- 2009: Juju Claudius
- 2020: Kings of the Medway Delta

### comoThe Musicians of the British Empire
- 2007: Punk Rock at the British Legion Hall
- 2007: Christmas 1979
- 2008: Thatcher's Children

### comoThe Vermin Poets
- 2010: Poets of England

### comoThe Spartan Dreggs
- 2011: Forensic R & B
- 2012: Dreggredation
- 2012: Coastal Command
- 2012: Tablets of Linear B
- 2014: Archeopteryx vs. Coelacanth
- 2013: A Tribute To A. E. Housman (CTMF & The Spartan Dreggs)

### comoCTMF
- 2013: All Our Forts Are With You
- 2013: Die Hinterstoisser Traverse
- 2014: Acorn Man
- 2016: SQ1
- 2017: Brand New Cage
- 2017: In The Devil's Focus (10" BBC 6 Music Sessions)
- 2017: Brand New Cage
- 2019: Last Punk Standing...
- 2019: Brave Protector (ltd ed)
- 2021: Where The Wild Purple Iris Grows
- 2023: Failure Not Success

### comoThe William Loveday Intention
- 2020: People Think they Know Me But They Don't Know Me
- 2020: Will There Ever Be A Day That You're Hung Like A Thief?
- 2020: The New Improved Bob Dylan
- 2020: Set of 8 lathe cut 7″ singles released by L-13 and Hangman Records
- 2021: The Bearded Lady Also Sells the Candy Floss
- 2021: Blud Under The Bridge
- 2022: The New Improved Bob Dylan, Vol 2
- 2022: Where The Black Water Slid
- 2022: Cowboys Are SQ
- 2022: The New Improved Bob Dylan, Vol 3
- 2022: They Wanted The Devil But I Sang Of God
- 2022: The Baptiser
- 2022: Paralysed By The Mountains

- Datos: Q863049
- Multimedia: Billy Childish / Q863049